# Frederick Sander
Henry Frederick Conrad Sander, meist Frederick Sander, getauft als Heinrich Friedrich Conrad Sander (* 4. März 1847 in Bremen; † 23. Dezember 1920 in Brügge, Belgien) war ein deutsch-englischer Gärtner. Sein offizielles botanisches Autorenkürzel lautet „Sander“.

## Leben
Sander ging 1865 nach England. Er gründete unter anderem im belgischen Brügge und in St Albans (England) bedeutende Gärtnereien. Sander betätigte sich als Orchideenzüchter; er führte viele neue Pflanzenarten ein, die er von eigenen Pflanzensammlern wie Wilhelm Micholitz erhielt. Von 1888 bis 1895 war er Herausgeber der Zeitschrift Reichenbachia. Orchids illustrated and described. Die Pflanzengattung × Sanderara wurde nach ihm benannt.

## Pflanzenjäger
Die Gärtnerei von Sander hatte viele Pflanzenjäger in ihrem Dienst, zum Beispiel den Schweizer Carl Roebelin (1855–1927).